# فنادق مرحبا
فنادق مرحبا، هي شركة تونسية تأسست في 7 يناير 1964 تتخصص في مجال الفنادق والمنتجعات الصحية والترفيه. أنشأت المجموعة بواسطة رجل الأعمال أمحمد إدريس الذي ولد في 13 أكتوبر 1923 بمدينة سوسة وتوفي يوم 18 مايو 1922.
في عام 2012، يوجد 11 فندقا من الفئات الممتازة في محصلة هذه السلسلة:
- فندق واحد 3 نجوم.
- ثمانية فنادق ذات 4 نجوم.
- فندقين ذو 5 نجوم.

و تتسع ل5000 سرير وتقع جميعها في المناطق السياحية في سوسة ومرسى القنطاوي والحمامات:
- قصر مرحبا 4 نجوم
- شاطئ مرحبا 4 نجوم
- مرحبا سالم 4 نجوم
- مرحبا سالم الملكي 4 نجوم
- مرحبا 3 نجوم
- مرحبا برج خالف 4 نجوم
- مرحبا الناد 4 نجوم
- تاج مرحبا 4 نجوم
- مرحبا بارك بالفيو 4 نجوم
- مرحبا الإمبراطوري 5 نجوم
- مرحبا قصر الحمامات 5 نجوم

ثلاثة من هذه الفنادق تحتوي على مراكز علاج بالمياه:
- مرحبا قصر الحمامات.
- مرحبا برج خالف.
- مرحبا الإمبراطوري.

من خلال شراكة مع مجموعة فنادق ستاروود الاميركية للفنادق والمنتجعات في جميع أنحاء العالم كما تدير أيضا اثنين من الفنادق 5 نجوم وهم:
- فندق وبرج شيراتون تونس 5 نجوم
- شيراتون الحمامات 5 نجوم

## وصلات خارجية
الموقع الرسمي لفنادق مرحبا 